# Liste der Baudenkmale in Casekow
In der Liste der Baudenkmale in Casekow sind alle Baudenkmale der brandenburgischen Gemeinde Casekow und ihrer Ortsteile aufgelistet. Grundlage ist die Veröffentlichung der Landesdenkmalliste mit dem Stand vom 31. Dezember 2020.

## Baudenkmale in den Ortsteilen
In den Spalten befinden sich folgende Informationen:
- ID-Nr.: Die Nummer wird vom Brandenburgischen Landesamt für Denkmalpflege vergeben. Ein Link hinter der Nummer führt zum Eintrag über das Denkmal in der Denkmaldatenbank. In dieser Spalte kann sich zusätzlich das Wort Wikidata befinden, der entsprechende Link führt zu Angaben zu diesem Denkmal bei Wikidata.
- Lage: die Adresse des Denkmales und die geographischen Koordinaten. Link zu einem Kartenansichtstool, um Koordinaten zu setzen. In der Kartenansicht sind Denkmale ohne Koordinaten mit einem roten beziehungsweise orangen Marker dargestellt und können in der Karte gesetzt werden. Denkmale ohne Bild sind mit einem blauen bzw. roten Marker gekennzeichnet, Denkmale mit Bild mit einem grünen beziehungsweise orangen Marker.
- Bezeichnung: Bezeichnung in den offiziellen Listen des Brandenburgischen Landesamtes für Denkmalpflege. Ein Link hinter der Bezeichnung führt zum Wikipedia-Artikel über das Denkmal.
- Beschreibung: die Beschreibung des Denkmales
- Bild: ein Bild des Denkmales und gegebenenfalls einen Link zu weiteren Fotos des Baudenkmals im Medienarchiv Wikimedia Commons

### Biesendahlshof
| ID-Nr.   | Lage               | Bezeichnung                                                   | Beschreibung | Bild                                                          |
| -------- | ------------------ | ------------------------------------------------------------- | ------------ | ------------------------------------------------------------- |
| 09130374 | (Lage)             | Lindenallee                                                   |              | Lindenallee                                                   |
| 09130373 | Hofstraße 9 (Lage) | Gutsanlage, bestehend aus Herrenhaus, Wirtschaftshof und Park |              | Gutsanlage, bestehend aus Herrenhaus, Wirtschaftshof und Park |

### Blumberg
| ID-Nr.                           | Lage                                             | Bezeichnung | Beschreibung | Bild |
| -------------------------------- | ------------------------------------------------ | --- | --- | --- |
| 09130378                         | ()                                               | Drei Wegezeichen, an den Ortsausgängen nach Norden (Richtung Karlsberg und Wartin), Osten (Richtung Luckow und Casekow) sowie Süden (Richtung Schönow und Jamikow)                                                                                | | Drei Wegezeichen, an den Ortsausgängen nach Norden (Richtung Karlsberg und Wartin), Osten (Richtung Luckow und Casekow) sowie Süden (Richtung Schönow und Jamikow)                                                                                |
| 09130377                         | Schönower Straße 1, 2, 3, Luckower Damm 3 (Lage) | Gutsanlage, bestehend aus Gutshaus und Wirtschaftshof mit Scheune, zwei Stallgebäuden, Back- und Badehaus, Schmiede, Brennerei, Stellmacherei, Gutsarbeiterhaus mit Hofgebäude, Schäferwohnhaus, Einfriedungsmauer und Pflasterung sowie Gutspark | | Gutsanlage, bestehend aus Gutshaus und Wirtschaftshof mit Scheune, zwei Stallgebäuden, Back- und Badehaus, Schmiede, Brennerei, Stellmacherei, Gutsarbeiterhaus mit Hofgebäude, Schäferwohnhaus, Einfriedungsmauer und Pflasterung sowie Gutspark |
| 09130375                         | Wartiner Straße 1 (Lage)                         | Dorfkirche | Mittelalterliche Feldsteinkirche, Mitte bis in die zweite Hälfte des 13. Jahrhunderts errichtet. Der hohe Turmaufbau mit Haube, Laterne und Wetterfahne mit Engel wurde in den 1730er-Jahren aufgesetzt. | weitere Bilder |
| 09131023 Teilobjekt zu: 09130375 | Wartiner Straße 1 (Lage)                         | Orgel | Die Orgel wurde 1773 von Christian Friedrich Voigt gebaut. Um 1900 erfolgte ein Umbau und Dispositionsänderung durch Barnim Grüneberg.                                                                   | BW |
| 09131281 Teilobjekt zu: 09130375 | Wartiner Straße 1 (Lage)                         | Glocke | Von Glockengießer Christian Köckeritz aus Stettin im Jahr 1664 gegossene Glocke. | BW |

### Casekow
| ID-Nr.            | Lage                    | Bezeichnung                                                           | Beschreibung | Bild           |
| ----------------- | ----------------------- | --------------------------------------------------------------------- | --- | -------------- |
| 09130405 Wikidata | (Lage)                  | Kirche                                                                | Die evangelische Kirche stammt aus der zweiten Hälfte des 13. Jahrhunderts, der Turm aus dem Jahre 1855. Im Inneren ist die Ausstattung aus den Jahren um 1720 erhalten. So stammt der Kanzelaltar aus dem Jahre 1721. | weitere Bilder |
| 09130864          | Bahnhofstraße 10 (Lage) | Bahnhof Casekow, bestehend aus Empfangsgebäude und zwei Nebengebäuden | Der Bahnhof Casekow wurde 1857 an der Berlin-Stettiner Bahn eröffnet. Zwischen 1899 und 1945 zweigte noch die Kleinbahn Casekow–Penkun–Oder ab. Seit 1994 ist er nur noch Haltepunkt.                                  | weitere Bilder |

### Luckow
| ID-Nr.   | Lage                       | Bezeichnung   | Beschreibung | Bild           |
| -------- | -------------------------- | ------------- | ------------ | -------------- |
| 09130544 | Casekower Straße 4 (Lage)  | Bockwindmühle |              | Bockwindmühle  |
| 09130543 | Casekower Straße 46 (Lage) | Kirche        |              | weitere Bilder |

### Petershagen
| ID-Nr.   | Lage                  | Bezeichnung   | Beschreibung | Bild           |
| -------- | --------------------- | ------------- | ------------ | -------------- |
| 09130545 | Dorfstraße (Lage)     | Kirche        |              | weitere Bilder |
| 09130546 | Penkuner Straße 27 () | Alte Ziegelei |              | Alte Ziegelei  |

### Wartin
| ID-Nr.   | Lage                                              | Bezeichnung | Beschreibung | Bild |
| -------- | ------------------------------------------------- | --- | --- | --- |
| 09130731 | (Lage)                                            | Kirche mit Ausstattungsstück aus der Blumberger Kirche (siehe Unterlagen BLDAM) | Die evangelische Kirche stammt aus der zweiten Hälfte des 13. Jahrhunderts. Der Kanzelaltar stammt aus dem Jahre 1715. Der Taufengel aus dem Jahre 1707 stammt aus der Blumenberger Kirche. | weitere Bilder |
| 09130734 | (Lage)                                            | Sowjetisches Ehrenmal für 117 Gefallene | | Sowjetisches Ehrenmal für 117 Gefallene |
| 09130927 | Hauptstraße 7 (Lage)                              | Schmiedegehöft | | Schmiedegehöft |
| 09130732 | Schlosshof 11-7, 9, 9a, 10, Hauptstraße 15 (Lage) | Gutsanlage, bestehend aus Herrenhaus („Schloss“), Gutshof („Schlosshof“) mit Tor, Auffahrt, Wohn- und Wirtschaftsgebäuden, Teich, Wegepflasterungen und Einfriedungen sowie Gutspark mit Eiskeller | Das Gutshaus stammt ursprünglich aus dem Anfang des 18. Jahrhunderts. Es wurde 1844 im gotischen Stil umgebaut.                                                                             | Gutsanlage, bestehend aus Herrenhaus („Schloss“), Gutshof („Schlosshof“) mit Tor, Auffahrt, Wohn- und Wirtschaftsgebäuden, Teich, Wegepflasterungen und Einfriedungen sowie Gutspark mit Eiskeller |

### Woltersdorf
| ID-Nr.            | Lage                     | Bezeichnung                                                                   | Beschreibung | Bild                                                                |
| ----------------- | ------------------------ | ----------------------------------------------------------------------------- | ------------ | ------------------------------------------------------------------- |
| 09130757 Wikidata | (Lage)                   | Kirche mit Ausstattungsstück aus der Kirche Kummerow (siehe Unterlagen BLDAM) |              | weitere Bilder                                                      |
| 09130758          | Kunower Straße 14 (Lage) | Gutsanlage, bestehend aus Gutshaus, Wirtschaftsgebäude und Speicher           |              | Gutsanlage, bestehend aus Gutshaus, Wirtschaftsgebäude und Speicher |